# Etlingera punicea
Etlingera punicea är en enhjärtbladig växtart som först beskrevs av William Roxburgh, och fick sitt nu gällande namn av Rosemary Margaret Smith. Etlingera punicea ingår i släktet Etlingera och familjen Zingiberaceae.
Artens utbredningsområde är Sumatera. Inga underarter finns listade i Catalogue of Life.